# Кельський залізничний міст
48°34′32″ пн. ш. 7°48′03″ сх. д. / 48.575555555556° пн. ш. 7.8008333333333° сх. д.
Ке́льський залізничний міст (нім. Rheinbrücke Kehl) — залізничний міст, через Рейн на кордоні Німеччини та Франції між Келем і Страсбургом, на залізниці Аппенваєр — Страсбург.
У 2010 році введено в експлуатацію нову, двоколійну споруду, яка замінила одноколійний міст 1956 року.
Початкова конструкція мосту 1861 року також була двоколійною, але зруйнована під час Другої світової війни.

## Міст 1861 року
Велике герцогство Баден і Французька імперія 16 вересня 1857 року

уклали угоду про будівництво залізничного мосту через Рейн.
Переговори з цього приводу почалися в травні 1857 року.

Проєкт двоколійного мосту затверджено 2 червня 1858 року.
Це був перший стаціонарний міст через Верхній Рейн.

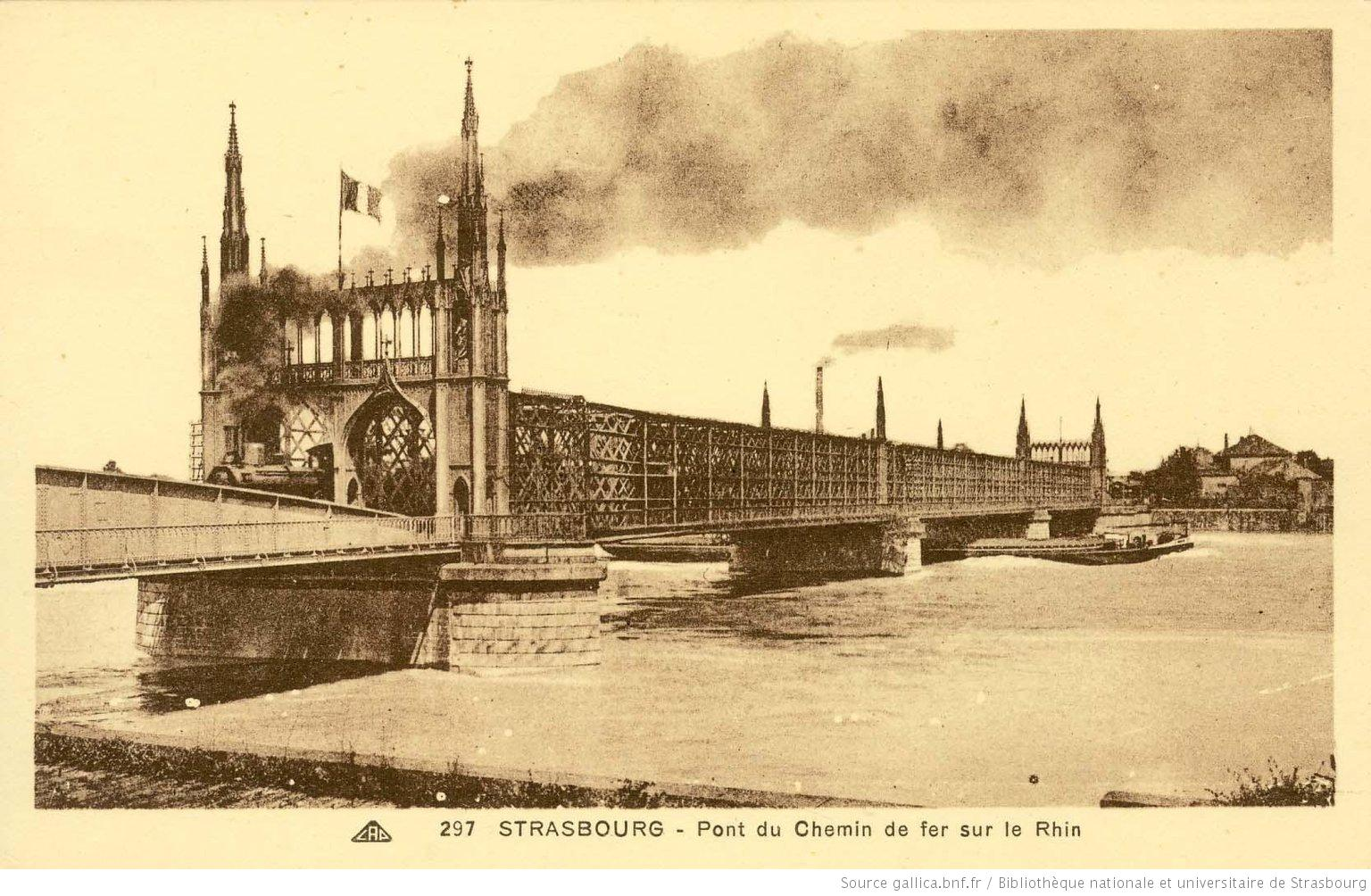
Міст в 1920 році.

Це був двоколійний міст завдовжки 253 м із центральною секцією ферм 177 м.
На кожній стороні мосту був поворотний круг з корисним діаметром 26 м.

Роботи почалися в 1858 році, Compagnie des chemins de fer de l'Est відповідала за фундамент.
Щоб занурити палі в мул Рейну, необхідно було побудувати захисні кесони на 18 м нижче рівня річки.
Сталеву надбудову доставила й зібрала пфорцгаймська компанія «Gebrüder Benckiser».
Надбудова важила приблизно 1000 тонн і її зібрали на західному (Страсбурзькому) березі річки на майданчику довжиною 450 м.
Міст введено в експлуатацію 11 травня 1861 року.
У 1870 році, коли почалася французько-прусська війна, поворотний круг на східному (Кельському) кінці мосту підірвали.
До спорудження нової сталевої конструкції в 1874 році, встановили тимчасову дерев'яну конструкцію.
Внаслідок війни кордон перемістився: в 1871—1919 рр. обидва кінці мосту перебували в Німеччині та повністю належали їй, але в 1919 році за умовами Версальського договору, міст повністю належав Франції. Це узгоджувалося з військовою окупацією Францією, згідно з умовами договору, колишньої німецької Рейнської області: окупація тривала в різних формах до 1930 року.

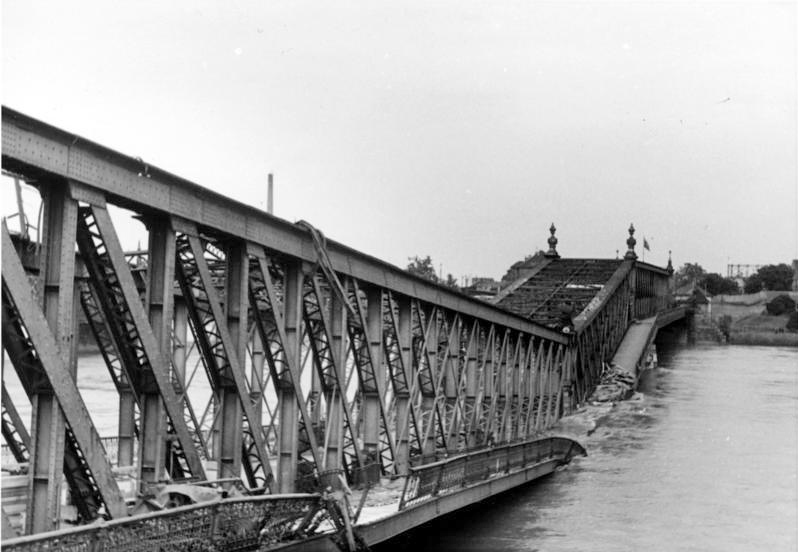
Зруйнований міст 1940 року

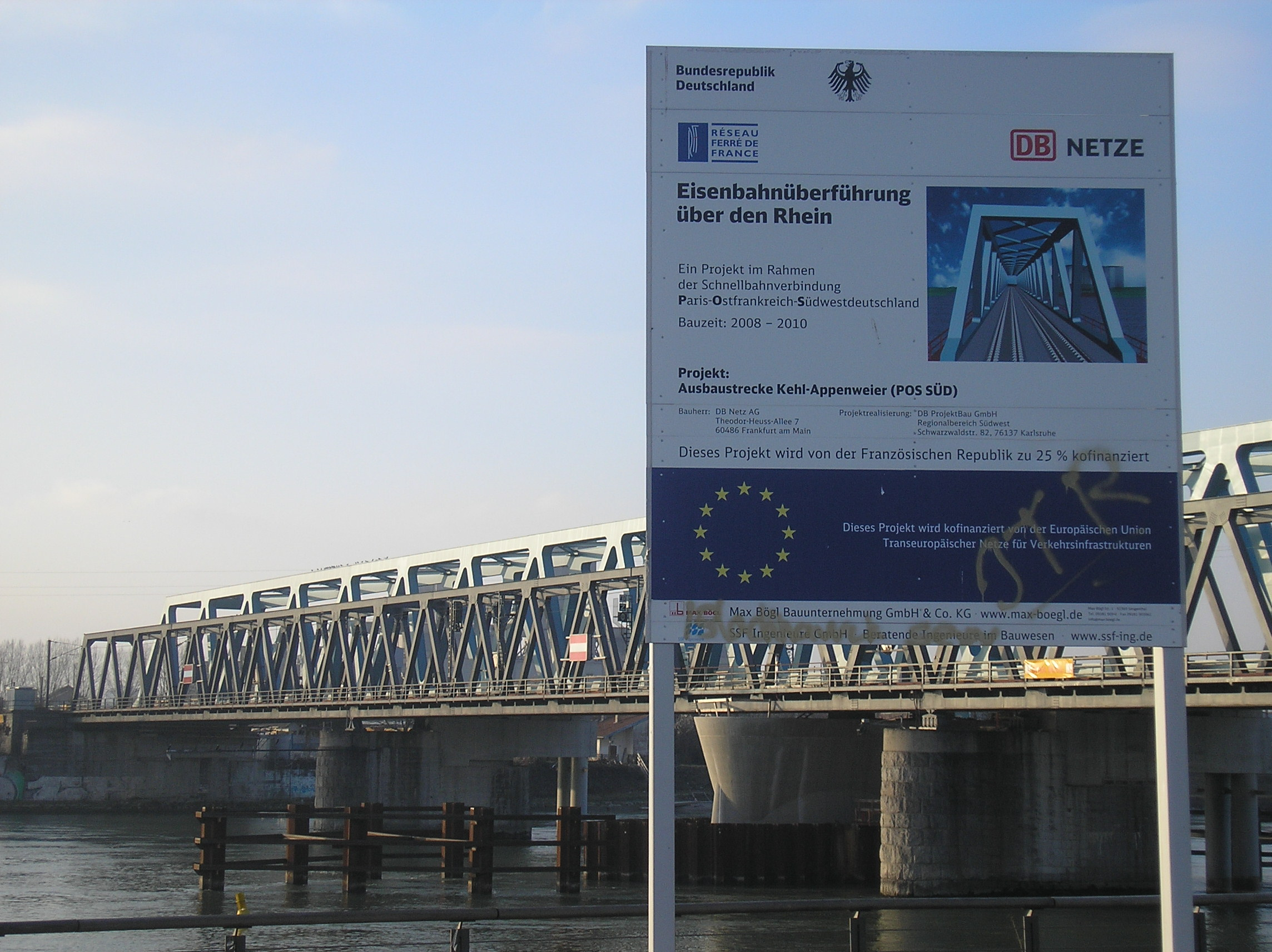
Новий міст незадовго до відкриття в 2010 році

На той час проєкт досягнув стадії планування заміни мосту, якому на той час було понад 75 років, але будівництво не почалося до кінця Другої світової війни.
З початком війни наприкінці літа 1939 року французькі війська підірвали головну західну опору мосту.
Тим не менш, до вересня 1940 року міст можна було використовувати завдяки тимчасовому ремонту.
У листопаді 1944 року німецькі війська підірвали головну східну опору мосту, фактично знищивши міст повністю.

## Міст 1956 року
У липні 1945 року французькі інженери побудували тимчасовий одноколійний міст, використовуючи компоненти французької мостової машини Бонне-Шнайдера

30 січня 1953 року Франція й Німеччина уклали угоду про постійні мости та транзит через Рейн на французько-німецькому кордоні. Вона містила положення про будівництво нового залізничного мосту, що мав сполучити Кель і Страсбург. Передбачили два окремі одноколійні мости, по одному для кожного напрямку руху, але другий міст фактично так і не побудували.
Будівництво одноколійного мосту розпочато в травні 1954 року.
Це був трипролітний міст зі сталевим каркасом без решітчастої рами, що підтримувався суцільною балкою.
Міст відкрито 12 серпня 1956 року.
Кордон пройшов посередині мосту: східна половина належить Німеччині, а західна — Франції.

## Міст 2010 року
14 березня 2006 року Франція та Німеччина погодили будівництво високошвидкісної залізниці LGV Est.

Проєкт передбачав, щоб поїзди могли перетинати Рейн у Келі зі швидкістю до 120 км/год у той час, на одноколійному мосту 1956 року швидкість обмежена до 60 км/год.

Тому узгодили будівництво двоколійного мосту.
Роботи розпочалися в березні 2008 року.

Міст введено в експлуатацію 10 жовтня 2010 року.

Загальна довжина нового мосту — 238,4 м, висота — 12,2 м і ширина — 13 м.

Кліренс для річкового руху під час високої води та повені має бути не менш як 7 м.